# پارک سونگ وونگ
پارک سونگ وونگ (به انگلیسی: Park Sung-woong) (زادهٔ ۹ ژانویه ۱۹۷۳) بازیگر کره‌ای است.
از جمله فیلم یا سریال‌هایی که وی در آن‌ها ایفای نقش کرده‌است می‌توان به فیلم عملیات کرومیت، دنیای جدید، نبرد بزرگ و سریال‌های سرنوشت یک مبارز، تن به تن، به یادآور، لبخند پر کشیده از نگاهت، مرد عاشق، وقتی شیطان نامت را فرا می‌خواند و زندگی در مریخ اشاره کرد.